# The American Wolves
The American Wolves es un equipo de lucha libre profesional formado por Davey Richards y Eddie Edwards, también conocido como The Wolves. Ellos están luchando para la promoción estadounidense Total Nonstop Action Wrestling. Previamente han luchado para Ring of Honor (ROH), donde ellos fueron dos veces Campeones Mundiales en Parejas de ROH.
Los dos comenzaron como miembros del stable de Larry Sweeney Sweet N' Sour Inc., pero luego formaron equipo por su propia cuenta. Además de ser un equipo en parejas, los dos luchadores han tenido fuertes carreras individuales, con Edwards siendo el primer Campeón Mundial Televisivo de ROH y el primero en convertirse en Campeón de Triple Corona después de ganar el Campeonato Mundial de ROH, que entonces perdió ante Richards. Originalmente fueron dirigidos por Shane Hagadorn cuando eran heels, pero más tarde lo abandonaron para convertirse en faces. Ellos salieron de ROH en 2013 y debutaron en TNA en enero de 2014, ganando el Campeonato Mundial en Parejas de la TNA un mes más tarde.
El equipo se disolvió en 2017.

## Historia

### Ring of Honor

#### 2008–2009
En abril de 2008, Eddie Edwards se unió a Sweet N' Sour Inc. y más tarde en junio, Davey Richards atacó a su compañero de equipo en No Remorse Corps Roderick Strong para unirse al grupo. A pesar de ser parte del grupo, los dos hicieron equipo por primera vez recién el 27 de septiembre en Inglaterra como parte del evento de lucha libre independiente Eve of Indypendence contra The Briscoe Brothers. No sería hasta el 26 de diciembre que Edwards y Richards formalmente lucharon como The American Wolves, develados por Sweeney y acompañados por él, compitiendo en un Three-Way Elimination Tag Team Match en All-Star Extravaganza IV. Aunque eliminaron a European Union (Nigel McGuinness y Claudio Castagnoli), perdieron la lucha después de una Jaydrilla de The Briscoe Brothers. Al día siguiente en el evento anual de ROH Final Battle hicieron equipo con Gō Shiozaki en nombre de Sweet N' Sour Inc. solo para perder otra vez ante Strong, Brent Albright y Erick Stevens en una Street Fight en el Hammerstein Ballroom. Más tarde en la noche, el equipo atacó a los hermanos Briscoe, esposando a Jay a las cuerdas mientras atacaban a Mark como argumento para cubrir una lesión que había sufrido. Los Campeones Mundiales en Parejas de ROH Kevin Steen y El Generico vinieron en ayuda de los Briscoes, con Strong y Albright también ayudándolos a defenderse de los Wolves.

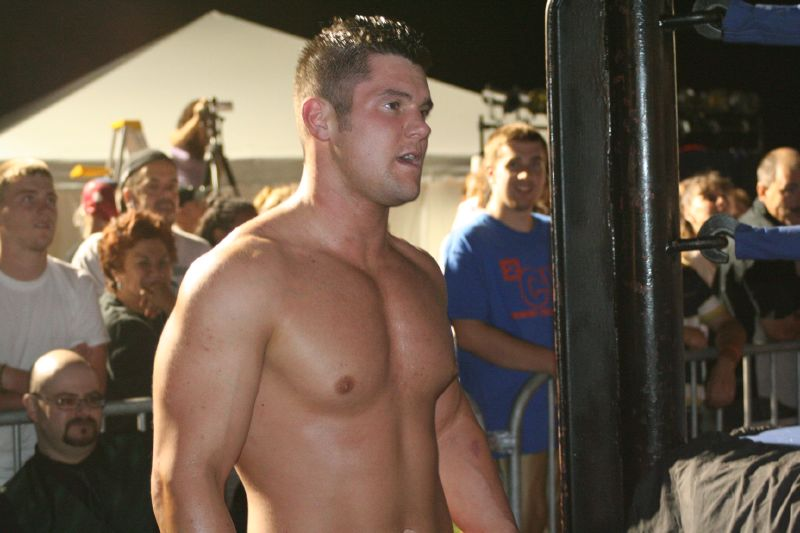
Edwards en 2008.

El equipo obtuvo sus primeras victorias en enero de 2009, venciendo a Strong dos veces con diferentes compañeros, Stevens y Jay Briscoe. Esto les valió una lucha por el Campeonato en Parejas contra Kevin Steen y El Generico en el evento principal de Motor City Madness. Durante la lucha Sweeney intentó atacar a Kevin Steen con su bota, pero Albright lo persiguió fuera del ring y los campeones retuvieron. Dos meses más tarde, acompañados por su compañero de stable Chris Hero en un six-man Tag Team Match vencieron a Steen y El Generico quienes hacían equipo con Bobby Dempsey y se ganaron otra lucha por el campeonato en el Seventh Anniversary Show. Antes de entonces, el 14 de marzo, los Wolves atacaron la rodilla de Steen en Insanity Unleashed tras una defensa de título; El Generico los distrajo más tarde esa noche causando que perdieran su lucha. El 21 de marzo en el show aniversario, el combate por el título fue dado una estipulación de que iba a ser sin descalificaciones. Durante la lucha Steen buscaba venganza por su lesión en la rodilla y atacó la rodilla Richards con una silla antes de hacerlo rendirse con un Sharpshooter. Después de la lucha los Wolves, con la ayuda de Shane Hagadorn y Sara Del Rey de Sweet N' Sour Inc., ataron a Steen a las cuerdas y atacaron a El Generico, atravesándolo por una mesa. Con la rivalidad escalando, The American Wolves comenzaron a burlarse de Steen y El Generico en el nuevo programa semanal de televisión de ROH Ring of Honor Wrestling, hasta que Steen puso a su mánager Hagadorn a través de una mesa. Esto llevó a la primera lucha titular del show el 10 de abril (emitido el 30 de mayo), con los Wolves finalmente ganando el Campeonato Mundial en Parejas de ROH en un Tables Are Legal Tag Team Match.

#### 2009–2010

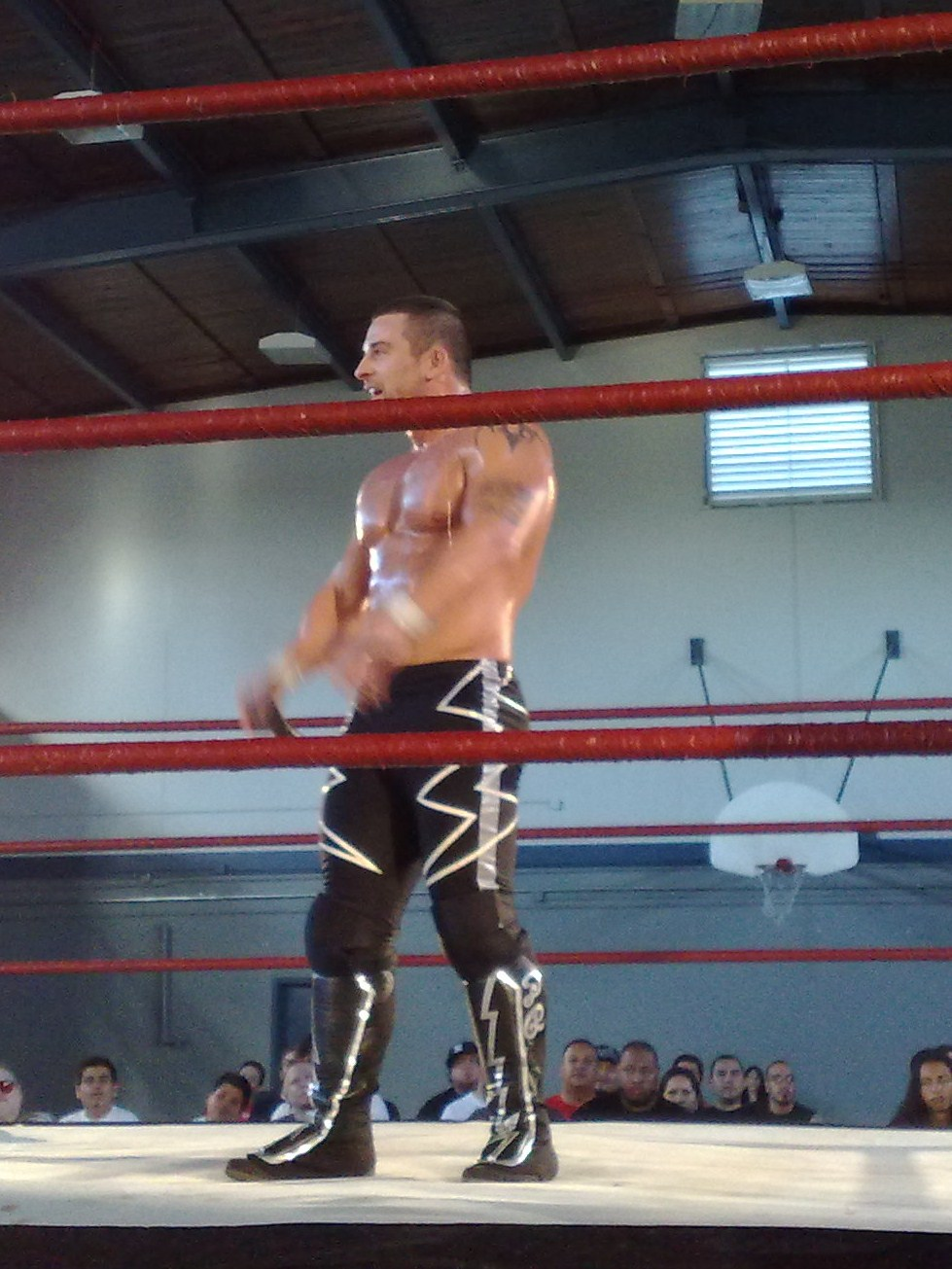
Davey Richards es visto como el macho alfa del equipo.

Habiéndose convertido en los nuevos Campeones Mundiales en Parejas de ROH, The American Wolves hicieron su primera defensa de los títulos el 18 de abril en una lucha que Pro Wrestling Torch calificó como la mejor lucha en el circuito independiente estadounidense en el 2009. Defendiendo contra los ex y futuro Campeones Mundiales de ROH Bryan Danielson y Tyler Black, respectivamente, la lucha vio a los Wolves trabajando suavemente como un equipo para combatir la proezas individuales de Danielson y Black terminando con el primer límite de tiempo en una lucha en parejas en ROH. Más adelante ese mismo mes, El Generico se sometió a una resonancia magnética que reveló que tendría que tomar tiempo libre por una lesión en la rodilla causada por los Wolves. Esto condujo a Steen eligiendo a Jay Briscoe y luego a Danielson como sus compañeros en un intento fallido por volver a ganar el campeonato. Finalmente el 13 de junio, El Generico y Steen tuvieron su revancha por el campeonato en una lucha de sumisión en Manhattan Mayhem III con Generico rindiéndose con un Boston Crab. Más adelante ese mismo mes Steen y El Generico vencieron a los Wolves en un Last Chance Contendership Match, dándoles una última oportunidad para recuperar los cinturones en el evento principal del año de ROH Glory By Honor VIII: The Final Countdown. La noche anterior, Edwards se fracturó el codo en una lucha con Steen pero aun así defendió el campeonato la noche siguiente. Debido a la duración e intensidad de la rivalidad, se decidió que su lucha final sería solo la segunda Ladder War en Ring of Honor. Durante la lucha, Hagadorn nuevamente esposó a Kevin Steen a las cuerdas mientras que los Wolves se centraron en Generico. Después de que Generico liberó a Steen, mesas fueron utilizadas junto con las escaleras y la lucha terminó con Edwards aplicando un Boston Crab a Generico a través de la escalera mientras que Richards trepaba sobre su compañero para recuperar los cinturones.
Con una rivalidad cerrada, otra rápidamente se reabrió cuando Mark Briscoe volvió de la lesión que le dieron en Final Battle 2008. Una semana antes de Glory by Honor VIII, los Briscoes derrotaron a los Wolves pero solo por descalificación, por lo cual los títulos no cambiaron de manos. Debido a codo roto de Edwards, la revancha se retrasó hasta el primer pay-per-view en vivo de ROH, Final Battle 2009. A pesar de que Edwards fingió que se lastimó de nuevo el brazo, los Wolves perdieron la lucha y sus títulos ante los Briscoes, poniendo fin a su reinado de 253 días después de nueve defensas exitosas. A principios de 2010, los Wolves se enfrentaron a The Young Bucks (Matt y Nick Jackson) en el episodio del 8 de febrero de Ring of Honor Wrestling por una revancha contra los Briscoes pero perdieron. A través de su mánager, Shane Hagadorn, se unieron con Kings of Wrestling (Chris Hero y Claudio Castagnoli), a quienes también dirigía, para derrotar a The Briscoe Brothers y The Young Bucks en SoCal Showdown. Ellos tuvieron una lucha por el campeonato con los Briscoes en el evento principal de From The Ashes, que los Wolves perdieron.

#### 2010–2012

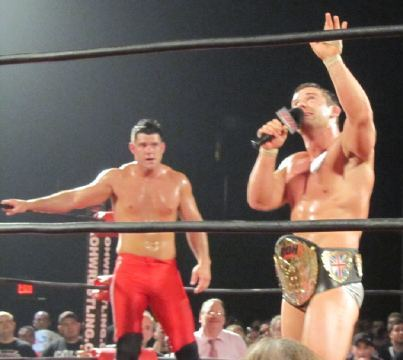
Davey Richards tras ganar el Campeonato Mundial de ROH de Eddie Edwards.

Después de esto, los dos luchadores comenzaron a competir más como luchadores individuales, lo cual fue enfatizado por ambos hombres entrando al torneo por el recién creado Campeonato Mundial Televisivo de ROH para su show Ring of Honor Wrestling. Edwards y Richards avanzaron a través del torneo y llegaron a la final el uno contra el otro, en la que Edwards derrotó a Richards para convertirse en el campeón inaugural. Richards, mientras tanto, ganó una oportunidad por el Campeonato Mundial de ROH. Él utilizó esta oportunidad por el campeonato en el PPV de julio, Death Before Dishonor VIII, durante el cual Hagadorn trató de atacar a su oponente con una silla pero Richards declinó su ayuda y lo envió al backstage. Una vez más, en el episodio del 16 de agosto de Ring of Honor Wrestling, Richards rechazó la ayuda de Hagadorn en una lucha por una oportunidad por el Campeonato Mundial de Roderick Strong y perdió al tratar con su mánager. Tensión continuó generándose por el resto del año en Ring of Honor Wrestling, con Hagadorn asumiendo la responsabilidad por el éxito anterior de Richards y tratando de controlar contra quién Edwards defendía su Campeonato Mundial Televisivo. Esto condujo a un enfrentamiento en el ring el 1 de noviembre donde Richards empezó a atacar a Hagadorn solo para que los Kings of Wrestling lo salvaran antes de que Edwards se incorporara en la refriega. Esto condujo a una rivalidad entre los Wolves y los Kings of Wrestling, exacerbada en el torneo de 2010 Survival of the Fittest, donde Edwards derrotó a Hero en una lucha de clasificación, pero se había dislocado el hombro en el proceso. Debido a esta lesión fue llevado al backstage en la ronda final; después de que Castagnoli eliminó a tres luchadores, Edwards regresó y ayudó a Kenny King a eliminar a Castagnoli antes de eliminar a King para ganar la competencia y una futura lucha por el Campeonato Mundial de ROH. El 19 de marzo de 2011 en Manhattan Mayhem IV, Edwards derrotaron a campeón Roderick Strong para ganar el Campeonato Mundial de ROH por primera vez. El 26 de junio de 2011, en Best in the World 2011, Richards derrotó a Edwards para ganar su primer Campeonato Mundial de ROH.

#### 2012–2013
The American Wolves se reunieron el 16 de diciembre de 2012, en Final Battle 2012: Doomsday, donde derrotaron a Bobby Fish y Kyle O'Reilly en una lucha en parejas. Después de su victoria, The American Wolves recibieron una oportunidad por el Campeonato Mundial en Parejas de ROH, pero fueron derrotados por los campeones defensores, The Briscoe Brothers, el 18 de enero de 2013. En All Star Extravaganza V The American Wolves derrotaron a Forever Hooligans (Alex Koslov y Rocky Romero) para ganar el Campeonato Mundial en Parejas de ROH por segunda vez. Ellos perdieron el título ante reDRagon (Bobby Fish y Kyle O'Reilly) el 17 de agosto. El 20 de septiembre en Death Before Dishonor XI, The American Wolves desafió sin éxito a Forever Hooligans por el Campeonato en Parejas Peso Pesado Junior de la IWGP de New Japan Pro Wrestling. El tiempo de The American Wolves en ROH llegó a su fin el 30 de noviembre, cuando Richards anunció que habían abandonado la promoción.

### Otras promociones

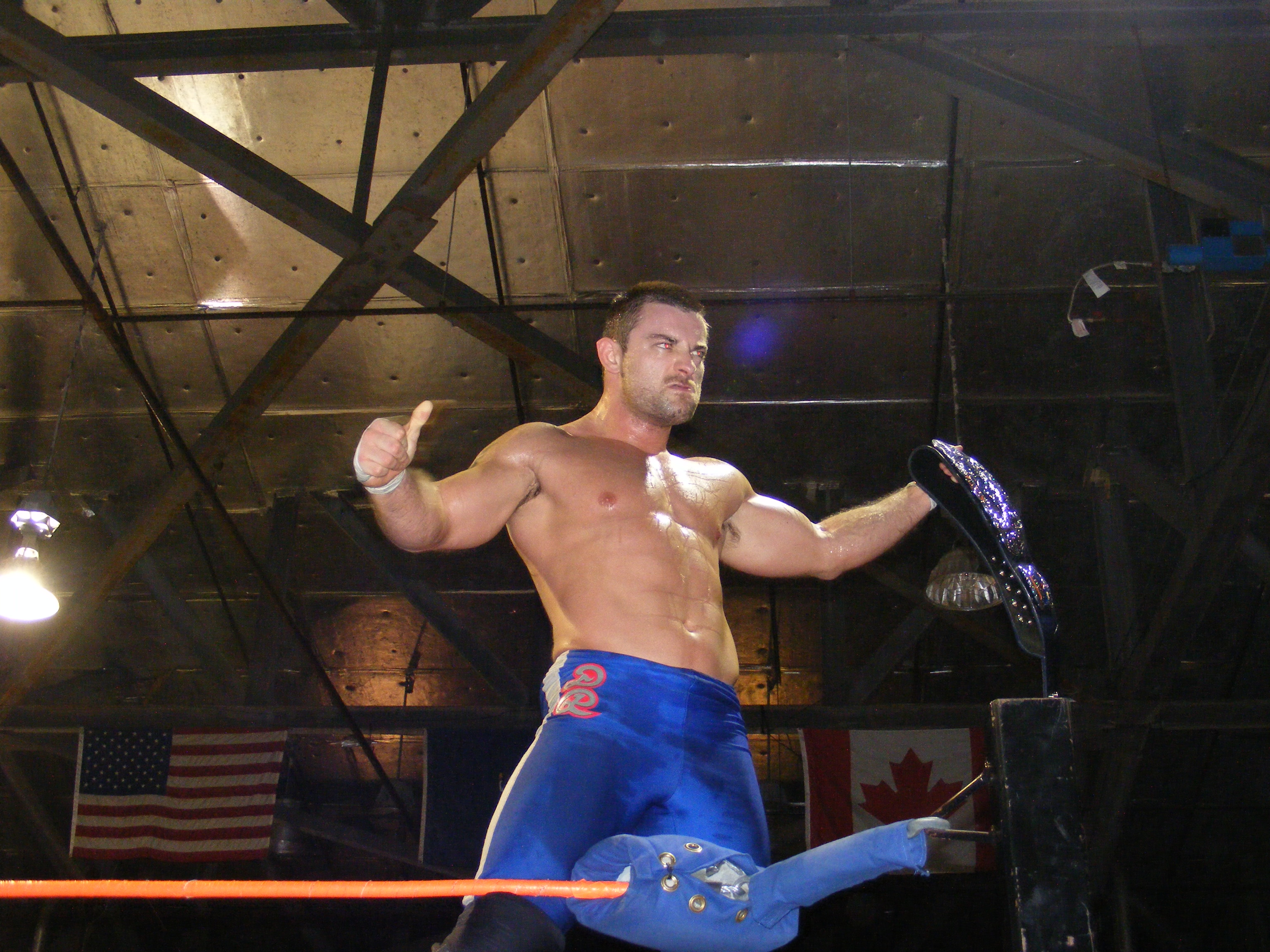
Richards en Squared Circle Wrestling.

Después de ser galardonados con el premio de Equipo del Año por el Wrestling Observer Newsletter en el año 2009, otras promociones buscaron a los Wolves en el 2010. En marzo, la promoción alemana Westside Xtreme Wrestling (wXw) celebró un evento en Filadelfia y los Wolves tuvieron una lucha por el Campeonato Mundial en Parejas de wXw. Ellos perdieron ante los campeones The Switchblade Conspiracy (Jon Moxley y Sami Callihan).
También fueron invitados a Squared Circle Wrestling (2CW) el 2 de abril para competir por el Campeonato en Parejas de 2CW. En Living On The Edge derrotaron a los entonces campeones, Up In Smoke (Cheech y Cloudy) para iniciar su reinado. Después de un reinado de cuatro meses, en Live and Let Die el 22 de agosto perdieron el campeonato ante The Olsen Twins (Colin Delaney y Jimmy Olsen).
El 1 de enero de 2011 The American Wolves llegaron a Insanity Pro Wrestling (IPW) para Showdown In Naptown enfrentar al equipo Irish Airborne de Dave y Jake Crist. Aunque perdieron la lucha, Richards felicitó a Irish Airborne por la victoria y los invitaron a ROH para la revancha.
Al mes siguiente, Pro Wrestling Guerrilla (PWG) anunció que Edwards haría su debut para la promoción como parte del torneo DDT4 el 4 de marzo. En la primera ronda del torneo en equipos The American Wolves derrotaron a los RockNES Monsters (Johnny Goodtime y Johnny Yuma), antes de perder en las semifinales del torneo ante los eventuales ganadores The Young Bucks.
El 18 de noviembre de 2013, Edwards y Richards comenzaron una semana de prueba con WWE en el WWE Performance Center en Orlando, Florida. Tres días más tarde, hicieron su debut en WWE NXT, perdiendo ante los Campeones en Parejas de la NXT The Ascension (Konnor y Viktor) en un combate no titular, siendo anunciados como "The American Pitbulls", Derek Billington (Richards) y John Cahill (Edwards).

### Total Nonstop Action Wrestling (2014–2017)

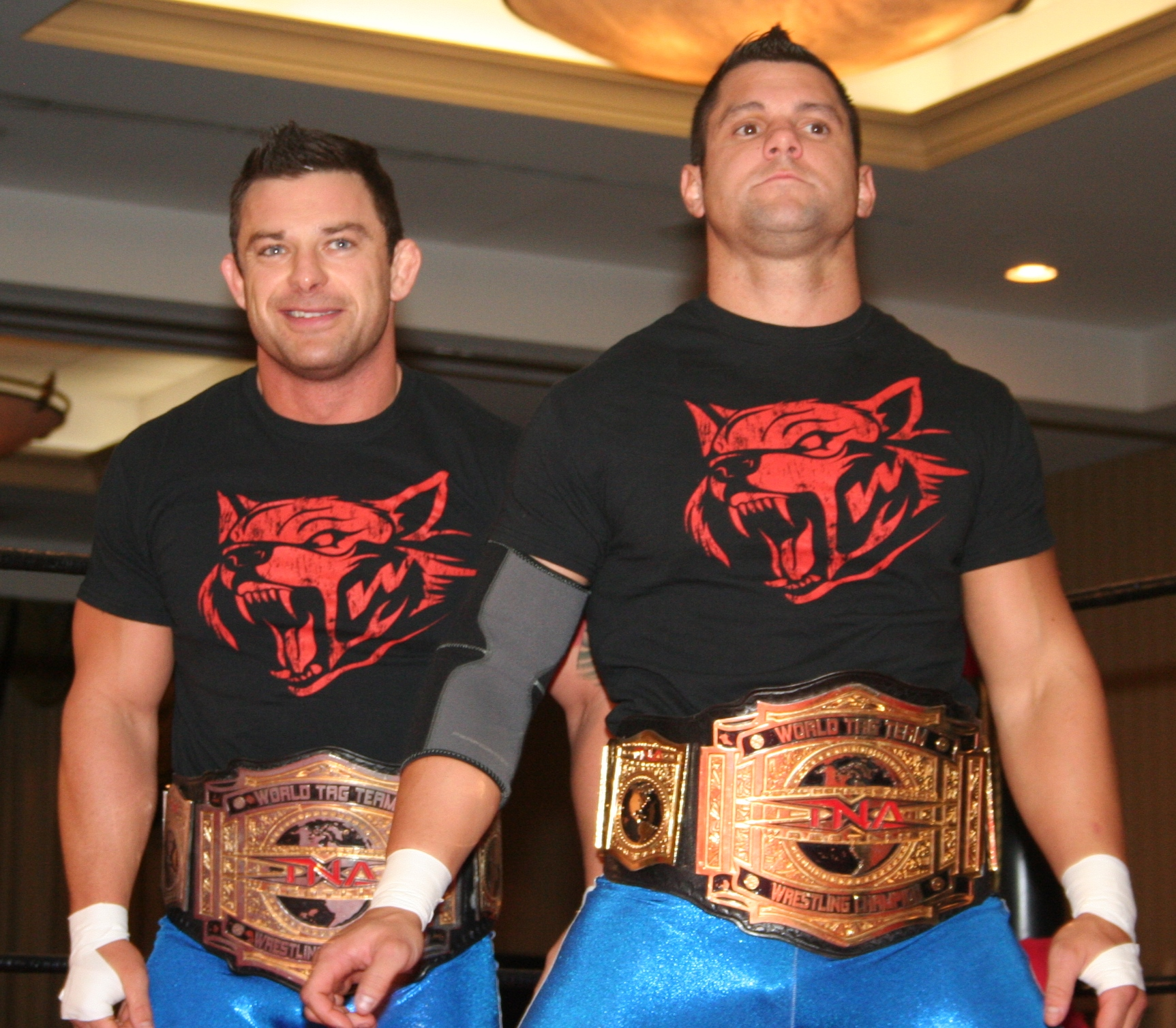
Edwards y Richards como Campeones Mundiales en Parejas de la TNA durante su segundo reinado en agosto de 2014.

El 16 de enero de 2014, Edwards y Richards aparecieron en la primera semana de especial Genesis de Impact Wrestling como The Wolves. Como parte de la trama de su debut, revelaron que habían firmado contratos con un nuevo inversor en TNA en un segmento tras bastidores con Dixie Carter; el inversor más tarde fue revelado en ser MVP. The Wolves hicieron su debut en el ring en un six-man Tag Team Match, haciendo equipo con Samoa Joe para derrotar a The BroMans (Robbie E, Jessie Godderz y Zema Ion). El 23 de febrero, The Wolves ganaron el Campeonato Mundial en Parejas de la TNA por primera vez al derrotar a The BroMans. Después de un reinado de una semana, The Wolves perdieron el campeonato ante The BroMans en el evento de WRESTLE-1 Kaisen: Outbreak en Tokio, Japón en un Three-Way Match, que también incluyó a Team 246 (Kaz Hayashi y Shūji Kondō). El 27 de abril en el pay-per-view Sacrifice, The Wolves recuperaron el campeonato al derrotar a Robbie E, Godderz y DJ Z en un 2-on-3 Handicap Match. El 15 de junio de 2014 en Slammiversary XII, The Wolves compitieron en un Six-Way Ladder Match por el Campeonato de la División X de la TNA, que fue ganado por Sanada. El 26 de junio de 2014 en Destination X The Wolves derrotaron a The Hardys para retener el Campeonato Mundial en Parejas de la TNA. The Wolves volvieron a WRESTLE-1 el 6 de julio, defendiendo con éxito el Campeonato Mundial en Parejas de la TNA contra Junior Stars (Kōji Kanemoto & Minoru Tanaka). En las grabaciones del 19 de septiembre de Impact Wrestling, Edwards y Richards perdieron el campeonato ante James Storm y Abyss Ellos recuperaron los títulos en la edición del 30 de enero (emitido el 6 de marzo) de Impact Wrestling en Mánchester, Inglaterra; pero fueron obligados a dejar vacantes los títulos luego que Edwards se lesionara el 13 de marzo}. Luego volvieron a las grabaciones de Impact Wrestling para retar a The Dirty Heels (Austin Aries y Bobby Roode) a una serie del mejor de 5 luchas por el vacante campeonato en parejas, que The Wolves ganaron.

#### 2017
El 9 de febrero en Impact Wrestling, Edwards se enfrentó a Lashley por el Campeonato Mundial Pesado de la TNA pero entonces, Richards sacó al árbitro de la lucha, costándole el Campeonato a Edwards. Tras esto, Richards en compañía de su esposa Angelina Love atacaron a Edwards y a su esposa Alisha Edwards respectivamente, cambiando a heel y con esto, disolviendo el equipo.

### Reunión (2021-presente)
El 30 de octubre de 2021, Davey Richards y Eddie Edwards se reunieron como The American Wolves en el evento Tales From The Ring producido por The Wrestling Revolver, donde derrotaron a Infrared (Logan James y Tyler Matrix) para ganar el PWR Tag Team Championship.

## En lucha
- Movimientos finales
  - Elevated cutter[55]

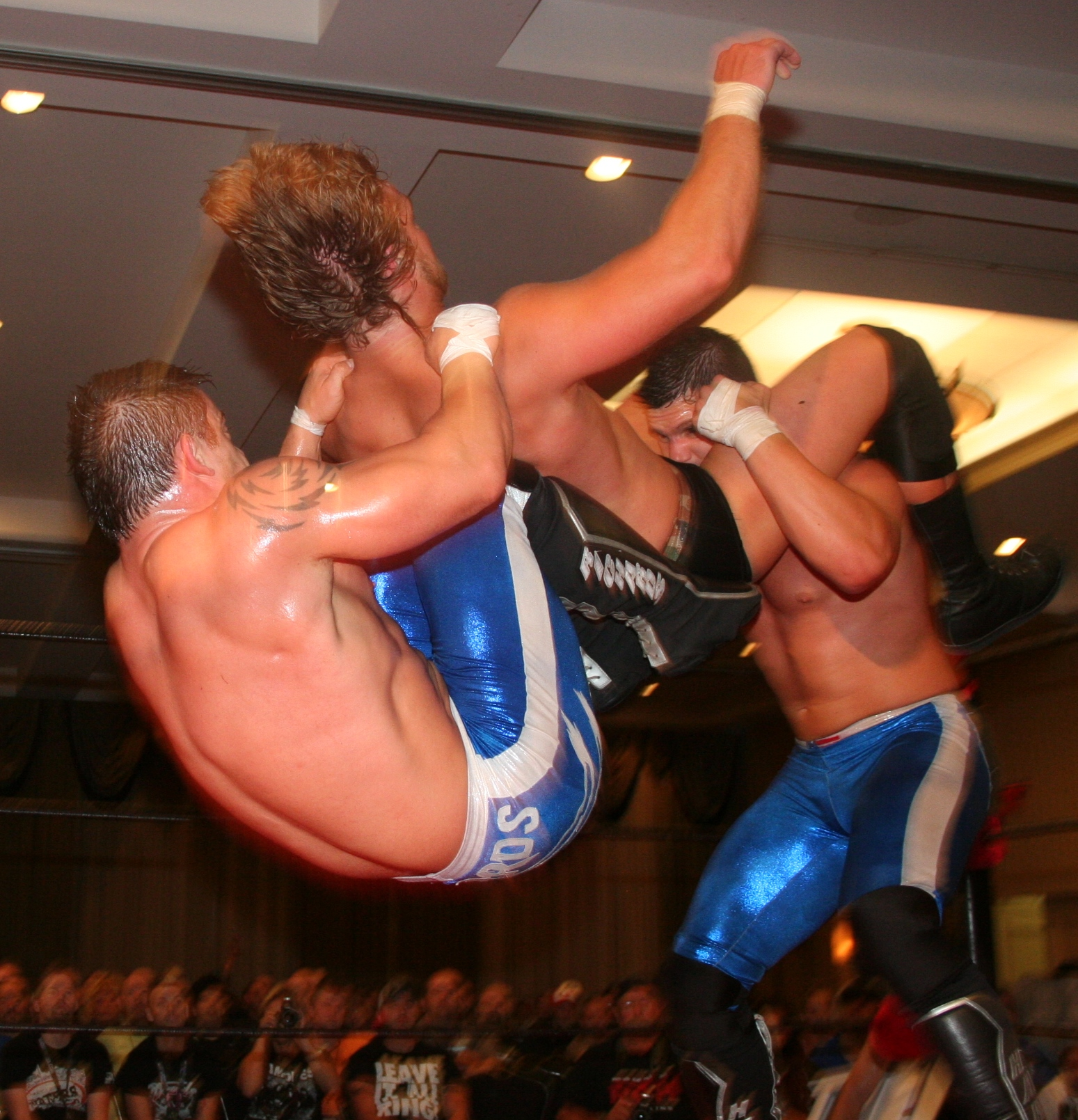
The Wolves realizando un Force of Nature a Adam Page.

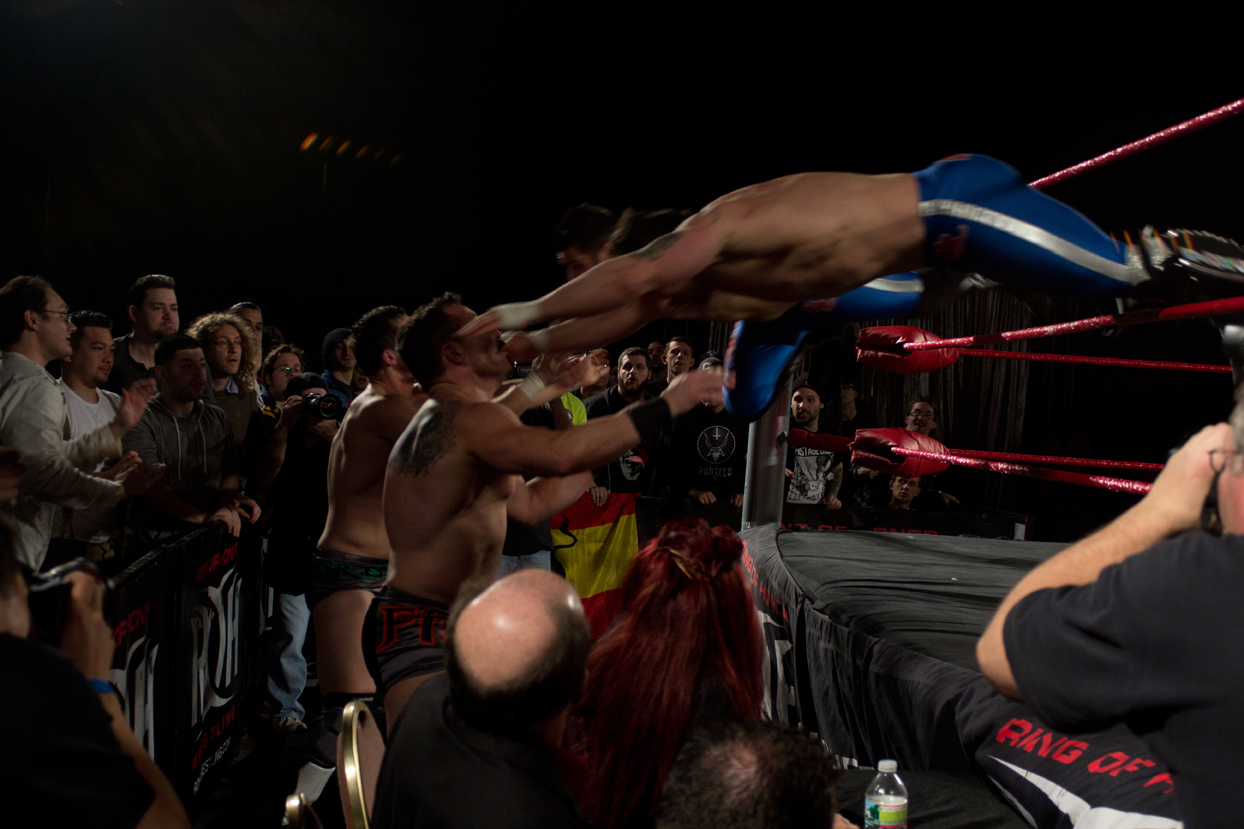
The Wolves realizando un doble suicide dive contra reDRagon.

  - Force of Nature (Combinación de powerbomb (Edwards) y double knee backbreaker (Richards))[52]
  - Superkick (Edwards) hacia un German suplex (Richards)[56]
- Movimientos de firma
  - Pop-up (Edwards) hacia un rodillazo al abdomen del oponente (Richards)[57]
- Mánagers
  - Larry Sweeney[2]
  - Sara Del Rey[7]
  - Shane Hagadorn[15]

## Campeonatos y logros
- Pro Wrestling Illustrated

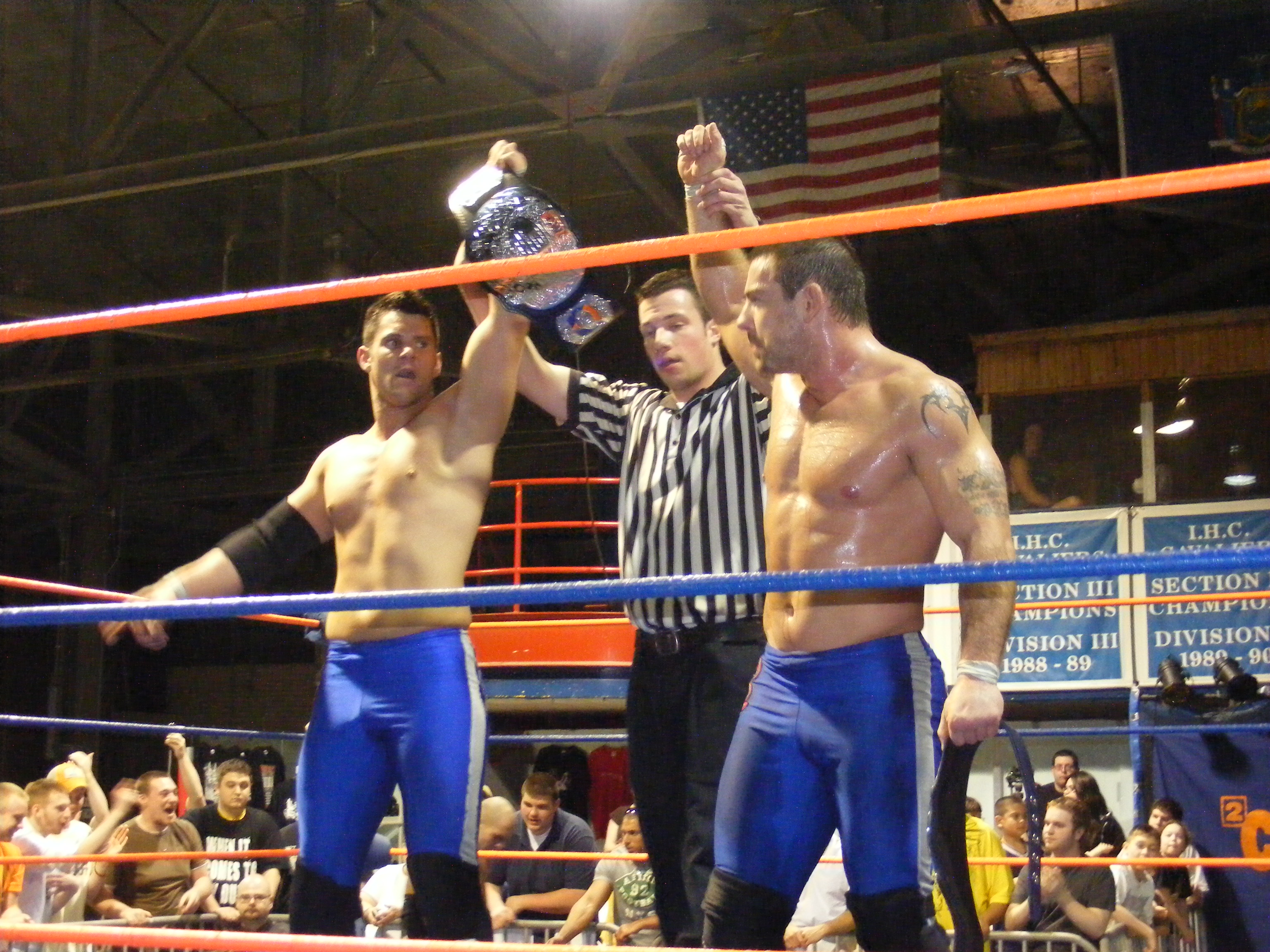
Edwards y Richards como Campeones en Parejas de 2CW.

  - PWI situó a Edwards en el #37 de los 500 mejores luchadores en el PWI 500 en 2010[58]
  - PWI situó a Richards #32 de los 500 mejores luchadores en el PWI 500 en 2010[58]

- Ring of Honor
  - ROH World Championship (2 veces) – Edwards (1),[26] Richards (1)[28]
  - ROH World Tag Team Championship (2 veces)[17][31]
  - ROH World Television Championship (1 vez) – Edwards[59]
  - Survival of the Fittest (2010) – Edwards[24]

- Squared Circle Wrestling
  - 2CW Tag Team Championship (1 vez)[37]

- The Wrestling Revolver
  - PWR Tag Team Championship (1 vez, actuales)

- Total Nonstop Action Wrestling
  - TNA World Tag Team Championship (5 veces)

- Wrestling Superstar
  - Wrestling Superstar Tag Team Championship (1 vez)[60]

- Wrestling Observer Newsletter
  - Equipo del Año (2009)[61]